# Katze (Sternbild)

Das alte Sternbild Katze

Die Katze (lat. felis) ist ein Sternbild des Südhimmels, das nicht zu den 88 von der Internationalen Astronomischen Union anerkannten Sternbildern zählt. 
Die Katze ist Teil des offiziellen Sternbildes Wasserschlange. Sie liegt südwestlich des Stern μ Hydrae (42 Hya) und besteht nur aus lichtschwachen Sternen bis maximal 5m Größenklasse. Südlich von der Katze liegt das Sternbild Luftpumpe und westlich von ihr das Sternbild Kompass.
Eingeführt wurde das Sternbild „Felis“ von Jérôme Lalande in seiner Himmelskarte von 1799 und es ist unter anderem im berühmten Sternkatalog von Johann Elert Bode zu finden. 
Eine Motivation dafür mag gewesen sein, den Dichter Voltaire zu ärgern, der keine Katzen mochte und des Öfteren lästerte, dass sie die Aufnahme unter die 33 Sternbild-Tiere nicht geschafft hatten. Lalande jedenfalls nannte als Begründung: Ich mag Katzen. Soll diese Katze an den Himmelskarten kratzen. Der Sternenhimmel hat mich genug Sorgen gekostet, jetzt kann ich auch einen Scherz damit haben.
Wenn auch die Hauskatze heutzutage unter den 88 anerkannten IAU-Sternbild fehlt, so stellen immerhin drei der IAU-Sternbilder taxonomisch Katzen dar: Löwe, Kleiner Löwe und Luchs.